# Likomba
Likomba est une localité du Cameroun située dans le département du Fako et la Région du Sud-Ouest. Elle fait partie de la commune de Tiko.

## Géographie
Le quartier de Likomba est situé sur la route nationale 3 à 2,5 km au nord-ouest du centre de Tiko.

## Économie
En 1972, la plantation de palmiers de Likomba s'étend sur 228 ha pour 114 travailleurs permanents, la plantation d'hévéas compte 648 travailleurs permanents. Une plantation expérimentale de thé y est créée en 1975, atteignant 25 ha et employant jusqu'à 35 personnes.

## Sports
Le Golf Club de Likomba possède un parcours de golf 18 trous accueillant des compétitions internationales.
Le club de football Ajax FC of Likomba évolue en ligue régionale du Sud-Ouest (3e division).